# Enicospilus kokujevi
Enicospilus kokujevi är en stekelart som beskrevs av Viktorov 1957. Enicospilus kokujevi ingår i släktet Enicospilus och familjen brokparasitsteklar. Inga underarter finns listade i Catalogue of Life.